# Calophyllum leptocladum
Calophyllum leptocladum är en tvåhjärtbladig växtart som beskrevs av Albert Charles Smith och Darwin. Calophyllum leptocladum ingår i släktet Calophyllum och familjen Calophyllaceae. Inga underarter finns listade i Catalogue of Life.